# Andrew Lih
Andrew Lih (Washington D. C., 1968) es un profesor, investigador, periodista, consultor y escritor estadounidense.

## Biografía
Lih trabajó como ingeniero de software para AT&T Bell Labs de 1990 a 1993. Fundó la startup de nuevos medios Mediabridge Infosystems, Inc., en 1994. También obtuvo una maestría en Ciencias de la Computación de la Universidad de Columbia en 1994.
Vivió hasta 2009 en Beijing, China.
En 2003, escribió los primeros artículos académicos sobre Wikipedia y su comunidad de producción de conocimiento voluntaria en línea. Lih es editor y administrador de Wikipedia en inglés.
Especialista en Wikipedia y en la Censura de Internet en China.
Fue profesor en la Universidad de Columbia, la Universidad del Sur de California y la Universidad Americana en Washington D. C.
En 2013 fue nombrado profesor asociado de periodismo en la Universidad Americana en Washington D. C..
Actualmente trabaja en la Institución Smithsonian y como Estratega de Wikimedia en el Museo Metropolitano de Arte en la ciudad de Nueva York.

## Controversias
Lih ha declarado que editar Wikipedia con teléfonos inteligentes es difícil y desalienta a nuevos contribuyentes potenciales. También dice que durante varios años consecutivos, el número de editores de la enciclopedia libre ha disminuido y que existe un serio desacuerdo entre los contribuyentes existentes sobre cómo resolver esto. En 2015, Lih expresó su temor de que estas situaciones pudieran poner en peligro el futuro a largo plazo de Wikipedia.

## Premios
En 2015, recibió el premio Ciudadano Archivista del Año de los Archivos Nacionales de EE. UU. y una subvención de la Fundación Knight por su trabajo con instituciones culturales. 
En 2022, Lih fue nombrado Laureado de Wikimedia.

## Libros
- 2009, La revolución Wikipedia (ISBN 978-1-4013-0371-6)
- 2018, Aprovechando Wikipedia